# 크리스천 오사구오나
크리스천 오사구오나(Christian Osaguona, 1990년 10월 28일 ~ )는 나이지리아의 축구 선수로, 포지션은 공격수이다.  K리그시절 등록명은 오사구오나였다.